# Gliese 436 b
Gliese 436 b, també anomenat GJ 436 b és un planeta extrasolar de tipus Neptú ardent que gira al voltant de la nana roja Gliese 436.Va ser el primer d'aquest tipus detectat, i el més petit en massa i radi de tots els planetes descoberts fins l'inici dels descobriments de la missió Kepler.
El desembre de 2013, NASA va anunciar que s'havien detectat núvols a la seva atmosfera.

## Descobriment
Gliese 436 b va ser descobert a l'agost de 2004 per R. Paul Butler i Geoffrey Marcy del Institut Carnegie de Washington i la Universitat de Califòrnia respectivament usant la tècnica de la velocitat radial. Juntament amb 55 Cancri e van ser els primers planetes amb una massa (M sin i) similar a Neptú.
El trànsit del planeta per la seva estrella es va enregistrar automàticament al NMSU l'11 de gener de 2005, però aquest esdeveniment no va ser estudiat en el seu moment. El 2007, l'equip de M. Giliion va observar el trànsit i van determinar la massa exacta i el radi del planeta, totes dues similars a les de Neptú. En el seu moment va ser l'exoplaneta més petit descobert. Té 4.000 km de diàmetre més que Urà i 5.000 km més gran que Neptú i una mica més massiu. Orbita l'estrella a una distància de 4 milions de km o 15 cops més a prop que Mercuri al voltant del Sol.

## Característiques físiques

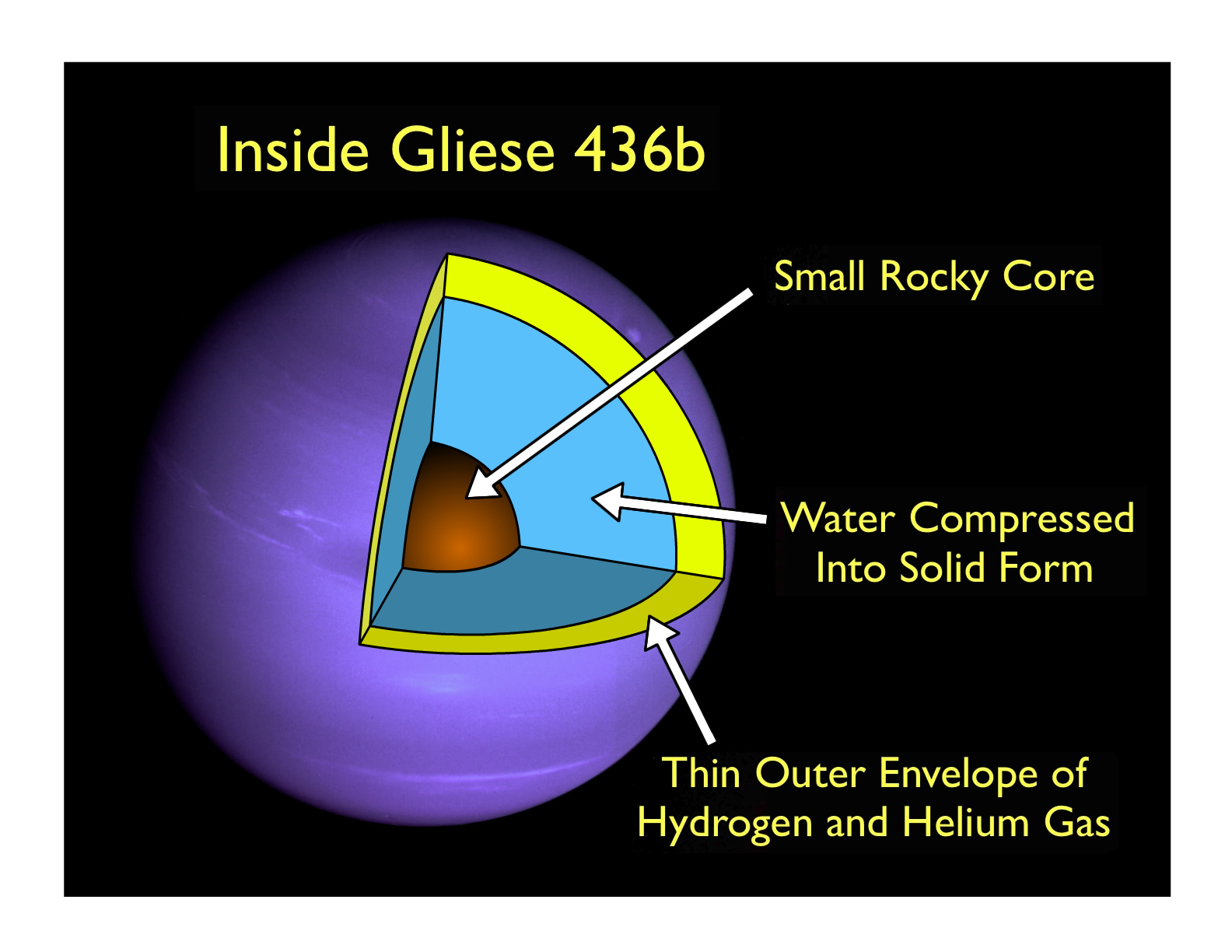
Possible estructura interior de Gliese 436 b

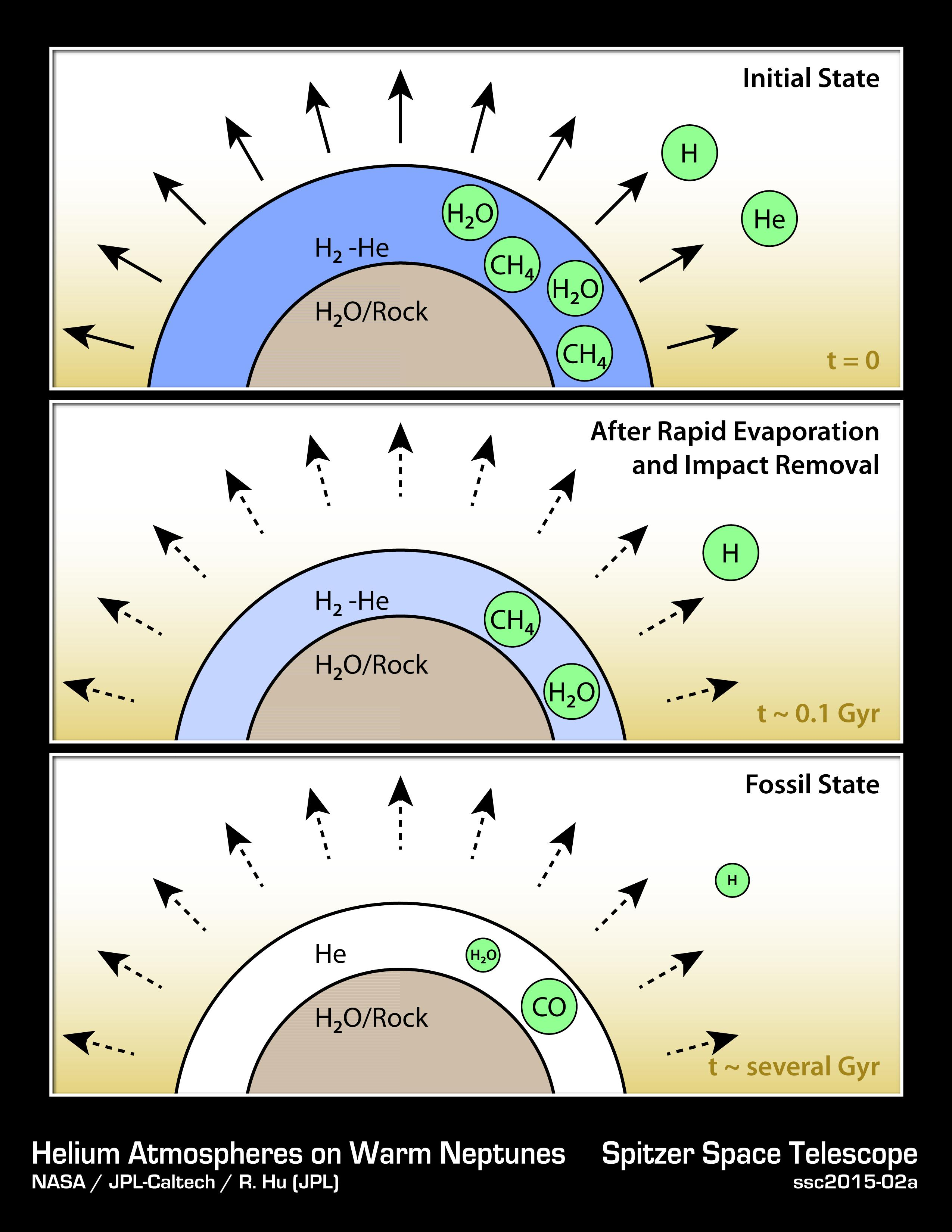
Formació d'una atmosfera d'heli en un planeta d'heli com pot ser Gliese 436 b

La temperatura de la superfície del planeta s'ha estimat en 712 K (439 °C). Aquesta temperatura és significativament més elevada que si el planeta només s'escalfés per la radiació de l'estrella (que s'estima que seria d'uns 520 K). Els efectes de marea tampoc poden explicar aquest augment de temperatura, i deixa un efecte hivernacle com el responsable d'aquesta temperatura.
Inicialment es va suposar que el planeta estava format sobretot per "gel calent", formes exòtiques d'aigua a altes pressions, que continuarien sòlides tot i les altes temperatures gràcies a la graveta del planeta. El planeta es podria haver format més lluny de la seva posició actual com un gegant gasós, i va migrar endins el sistema amb altres gegants gasosos. Un cop va arribar al seu lloc actual, l'estrella podria haver fet desaparèixer la capa d'hidrogen del planeta en una ejecció de massa coronal.
Quan es va determinar millor el radi del planeta, l'explicació del gel no era suficient, i calia una capa exterior d'heli hidrogenat de fins al 10% de la massa per explicar el radi observat. Això feia que no sigui necessari un nucli gelat, i per tant, el planeta podria ser una súper-Terra.
Observacions de la temperatura del planeta pel telescopi espacial Spitzer suggereixen un possible desequilibri termoquímic a l'atmosfera del planeta. Els resultats publicats mostren que l'atmosfera és abundant en CO i deficient en metà (CH₄) per un factor 7.000. Aquest resultat no s'esperava, ja que els models actuals a aquesta temperatura el carboni atmosfèric preferia CH₄ enlloc de CO.
El juny de 2015, es va anunciar que l'atmosfera de Gliese 436 b s'està evaporant, resultant en un núvol gegant al voltant del planeta i una llarga cua de 14x10⁶ km de llarg.

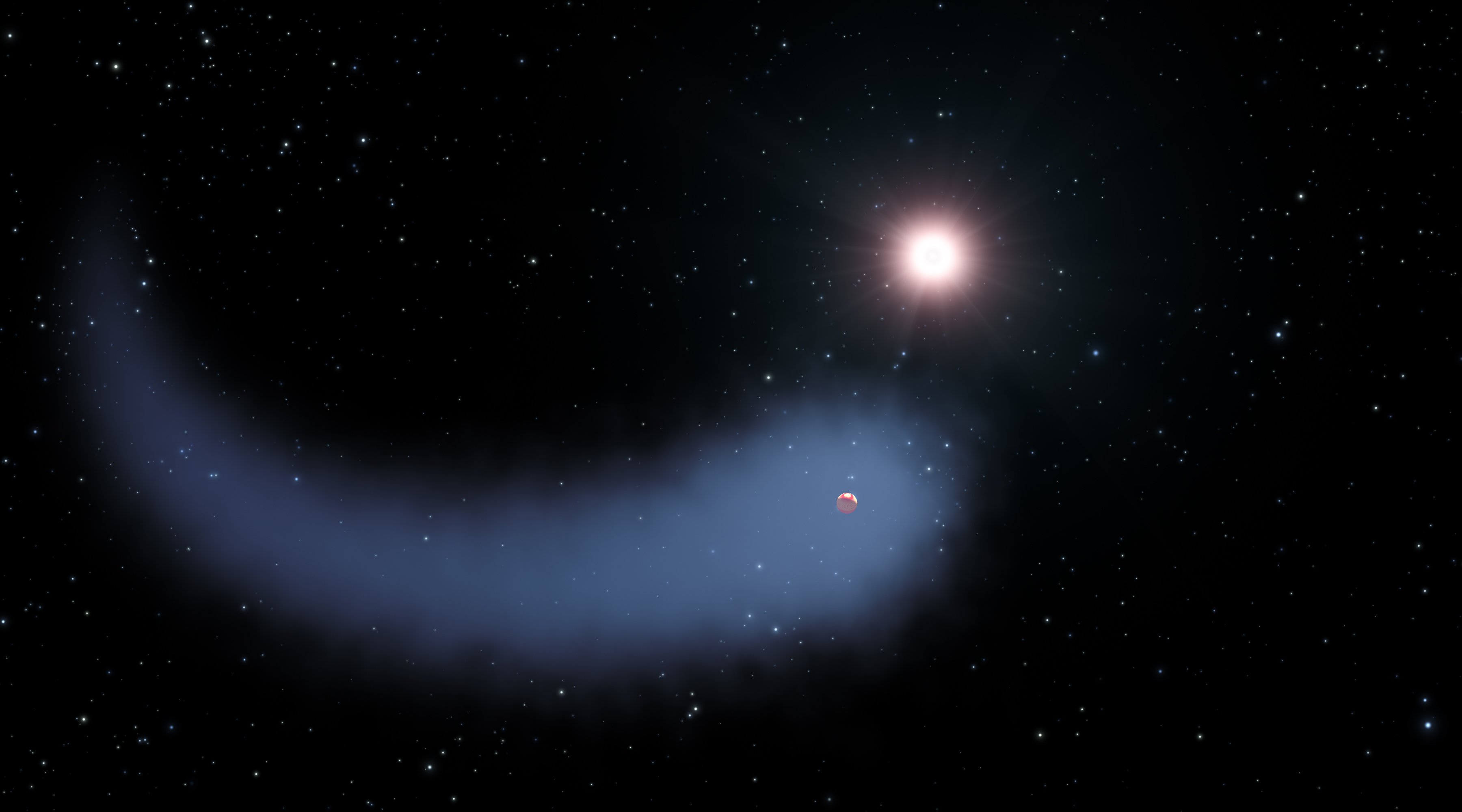
Representació artística de Gliese 436 b mostrant la seva enorme cua d'hidrogen com un cometa.

## Característiques orbitals
Una òrbita a l'estrella dura uns 2 dies i 15.5 hores. L'òrbita està desalineada amb la rotació de l'estrella.
L'excentricitat de l'òrbita és inconsistent amb els models d'evolució de sistemes planetaris. Per tenir aquesta excentricitat durant tant de temps, hauria d'existir un altre planeta.